# John Burdon Sanderson Haldane
John Burdon Sanderson Haldane FRS (Oxford, 5 de novembre de 1892 - Bhubaneswar, 1 de desembre de 1964) va ser un genetista britànic, biòleg evolutiu. Juntament amb Ronald Fisher i Sewall Wright, va ser un dels fundadors de la genètica de poblacions.

## Biografia
La seva principal contribució va ser una sèrie d'articles compilats en A Mathematical Theory of Natural and Artificial Selection i resumits en The Causes of Evolution (1932). En ells Haldane estudiava dos assumptes fonamentals per a la matematización de la teoria evolutiva: l'adreça i les taxes de canvi de freqüències gèniques i la interacció de la selecció natural amb la mutació i la migració. No obstant això, Haldane admetia diverses causes evolutives, com la saltació i l'ortogènesi, independentment del protagonisme de la selecció natural (Gould 2002, p. 543) 
El treball de Haldane es va convertir en una de les principals contribucions a la teoria evolutiva sintètica o síntesi moderna, que restablís la selecció natural com el mecanisme essencial del canvi evolutiu, explicant-lo en termes de les conseqüències matemàtiques de la genètica mendeliana.
Haldane va encunyar també l'anomenat "principi de Haldane", segons el qual la grandària determina molt sovint l'equipament corporal que ha de tenir un animal. El 1958 va ser distingit per la Societat Linneana de Londres amb la Medalla Darwin-Wallace.

### Pensament polític
Haldane va ser un marxista militant. Va participar en la Guerra civil espanyola i va ser membre del Partit Comunista.

## Obres
- (1923) Daedalus; or, Science and the future; a paper read to the Heretics, Cambridge
- (1924) A mathematical theory of natural and artificial selection.
- (1927) Animal Biology
- (1928) Possible Worlds and Other Essays
- (1928) On Being the Right Size
- (1930) Enzymes
- (1932) The Inequality of Man
- (1933) Science and the Supernatural: A correspondence between Arnold Lunn and J. B. S. Haldane
- (1934) If....
- (1934) Human Biology and Politics
- (1934) My Friend Mr. Leakey (children's story)
- (1937) A Dialectical Account of Evolution
- (1937) The linkage between the gens for colour-blindness and haemophilia in man. Julia Bell; J.B.S. Haldane
- (1937) The Causes of Evolution (ISBN 0-691-02442-1)
- (1938) The Marxist Philosophy and the Sciences
- (1938) Heredity and Politics
- (1938) Reply to A.P. Lerner's Is Professor Haldane's Account of Evolution Dialectical?
- (1939) Preface to Engels' Dialectics of Nature
- (1939) From The Marxist Philosophy and the Sciences
- (1940) Lysenko and Genetics
- (1940) Why I am a Materialist
- (1941) The Laws of Nature
- (1941) New Paths in Genetics
- (1949) What is Life?
- (1954) The Origin of Life
- (1954) Biochemistry of Genetics
- (1957) The cost of natural selection
- (1963) Little Science, Big Science